# Dave Padding
Dave Padding (Hoogeveen, 17 november 1996) is een Nederlands voetballer die sinds 2013 speelt voor FC Emmen.

## Carrière
Padding maakte in 2013 de overstap van HZVV uit zijn geboorteplaats Hoogeveen naar de jeugdopleiding van FC Emmen. Op 8 november 2013 maakte hij in dienst van die club zijn debuut in het betaald voetbal in een competitiewedstrijd, uit tegen Fortuna Sittard (2-0 verlies). Op een leeftijd van 16 jaar, 11 maanden en 8 dagen is hij de jongste debutant ooit voor FC Emmen.

## Statistieken
| Seizoen | Club     | Competitie     | Wedstrijden | Doelpunten |
| ------- | -------- | -------------- | ----------- | ---------- |
| 2013/14 | FC Emmen | Eerste divisie | 1           | 0          |